# Doug Gilmour
Douglas Robert "Doug" Gilmour, född 25 juni 1963 i Kingston, Ontario, är en kanadensisk före detta professionell ishockeyspelare som spelade 20 år i NHL mellan 1983 och 2003 för sju olika klubbar. 

## Karriär
Doug Gilmour inledde sin NHL-karriär säsongen 1983–84 med St. Louis Blues. 1989 vann han Stanley Cup med Calgary Flames. Säsongen 1992–93, med Toronto Maple Leafs, fick han motta Frank J. Selke Trophy efter att ha blivit framröstad som ligans bästa defensiva forward. 1992–93 var han även en finalist till Hart Trophy som ligans mest värdefulla spelare. 
31 januari 2009 pensionerade Toronto Maple Leafs Gilmours tröjnummer 93. Gilmour blev den sjuttonde spelare att hedras av klubben men bara den tredje att officiellt få sitt nummer pensionerat.
Gilmour har efter spelarkarriären arbetat som tränare och sportdirektör för OHL-laget Kingston Frontenacs.
28 juni 2011 valdes Gilmour in i Hockey Hall of Fame.

## Statistik

### Klubbkarriär
| 1980–81            | Cornwall Royals        | QMJHL              | 51   | 12  | 23  | 35   | 35   | 19  | 8  | 13  | 21  | 6   |
| 1981–82            | Cornwall Royals        | OHL                | 67   | 46  | 73  | 119  | 42   | 5   | 6  | 9   | 15  | 2   |
| 1982–83            | Cornwall Royals        | OHL                | 68   | 70  | 107 | 177  | 62   | 8   | 8  | 10  | 18  | 16  |
| 1983–84            | St. Louis Blues        | NHL                | 80   | 25  | 28  | 53   | 57   | 11  | 2  | 9   | 11  | 10  |
| 1984–85            | St. Louis Blues        | NHL                | 78   | 21  | 36  | 57   | 49   | 3   | 1  | 1   | 2   | 2   |
| 1985–86            | St. Louis Blues        | NHL                | 74   | 25  | 28  | 53   | 41   | 19  | 9  | 12  | 21  | 25  |
| 1986–87            | St. Louis Blues        | NHL                | 80   | 42  | 63  | 105  | 58   | 6   | 2  | 2   | 4   | 16  |
| 1987–88            | St. Louis Blues        | NHL                | 72   | 36  | 50  | 86   | 59   | 10  | 3  | 14  | 17  | 18  |
| 1988–89            | Calgary Flames         | NHL                | 72   | 26  | 59  | 85   | 44   | 22  | 11 | 11  | 22  | 20  |
| 1989–90            | Calgary Flames         | NHL                | 78   | 24  | 67  | 91   | 54   | 6   | 3  | 1   | 4   | 8   |
| 1990–91            | Calgary Flames         | NHL                | 78   | 20  | 61  | 81   | 144  | 7   | 1  | 1   | 2   | 0   |
| 1991–92            | Calgary Flames         | NHL                | 38   | 11  | 27  | 38   | 46   | —   | —  | —   | —   | —   |
| 1991–92            | Toronto Maple Leafs    | NHL                | 40   | 15  | 34  | 49   | 32   | —   | —  | —   | —   | —   |
| 1992–93            | Toronto Maple Leafs    | NHL                | 83   | 32  | 95  | 127  | 100  | 21  | 10 | 25  | 35  | 30  |
| 1993–94            | Toronto Maple Leafs    | NHL                | 83   | 27  | 84  | 111  | 105  | 18  | 6  | 22  | 28  | 42  |
| 1994–95            | Rapperswil-Jona Lakers | NL-A               | 9    | 2   | 13  | 15   | 16   | —   | —  | —   | —   | —   |
| 1994–95            | Toronto Maple Leafs    | NHL                | 44   | 10  | 23  | 33   | 26   | 7   | 0  | 6   | 6   | 6   |
| 1995–96            | Toronto Maple Leafs    | NHL                | 81   | 32  | 40  | 72   | 77   | 6   | 1  | 7   | 8   | 12  |
| 1996–97            | Toronto Maple Leafs    | NHL                | 61   | 15  | 45  | 60   | 46   | —   | —  | —   | —   | —   |
| 1996–97            | New Jersey Devils      | NHL                | 20   | 7   | 15  | 22   | 22   | 10  | 0  | 4   | 4   | 14  |
| 1997–98            | New Jersey Devils      | NHL                | 63   | 13  | 40  | 53   | 68   | 6   | 5  | 2   | 7   | 4   |
| 1998–99            | Chicago Blackhawks     | NHL                | 72   | 16  | 40  | 56   | 56   | —   | —  | —   | —   | —   |
| 1999–00            | Chicago Blackhawks     | NHL                | 63   | 22  | 34  | 56   | 51   | —   | —  | —   | —   | —   |
| 1999–00            | Buffalo Sabres         | NHL                | 11   | 3   | 14  | 17   | 12   | 5   | 0  | 1   | 1   | 0   |
| 2000–01            | Buffalo Sabres         | NHL                | 71   | 7   | 31  | 38   | 70   | 13  | 2  | 4   | 6   | 12  |
| 2001–02            | Montreal Canadiens     | NHL                | 70   | 10  | 31  | 41   | 48   | 12  | 4  | 6   | 10  | 16  |
| 2002–03            | Montreal Canadiens     | NHL                | 61   | 11  | 19  | 30   | 36   | —   | —  | —   | —   | —   |
| 2002–03            | Toronto Maple Leafs    | NHL                | 1    | 0   | 0   | 0    | 0    | —   | —  | —   | —   | —   |
| QMJHL + OHL totalt | QMJHL + OHL totalt     | QMJHL + OHL totalt | 186  | 128 | 203 | 331  | 139  | 32  | 22 | 32  | 54  | 24  |
| NHL totalt         | NHL totalt             | NHL totalt         | 1474 | 450 | 964 | 1414 | 1301 | 182 | 60 | 128 | 188 | 235 |

### Internationellt
| År            | Lag           | Turnering     |    | Matcher | Mål | Assists | Poäng | Utv. |
| ------------- | ------------- | ------------- | -- | ------- | --- | ------- | ----- | ---- |
| 1981          | Kanada        | JVM           | 5  | 0       | 0   | 0       | 0     |      |
| 1987          | Kanada        | Canada Cup    | 8  | 2       | 0   | 2       | 4     |      |
| 1990          | Kanada        | VM            | 9  | 1       | 4   | 5       | 18    |      |
| Junior totalt | Junior totalt | Junior totalt | 5  | 0       | 0   | 0       | 0     |      |
| Senior totalt | Senior totalt | Senior totalt | 17 | 3       | 4   | 7       | 22    |      |

## Meriter
- Red Tilson Trophy – 1983
- Eddie Powers Memorial Trophy – 1983
- Stanley Cup – 1989
- Frank J. Selke Trophy – 1992–93
- NHL All-Star Game – 1993 och 1994
- Har rekordet för de två snabbaste boxplay-målen i NHL med två mål på 4 sekunder
- Rekordet för flest poäng på en säsong i Toronto Maple Leafs (127 poäng 1993).
- Rekordet för flest antal assist på en säsong i Toronto Maple Leafs – 95 assist säsongen 1992–93.
- Gjorde 6 assist under en match 1993 vilket är rekord i Toronto Maple Leafs.
- I december 2011 låg han på 12:e plats i antalet assist (964) och på 17:e plats i antalet poäng (1414) genom tiderna i NHL.
- Hans tröjnummer 93 är pensionerat av Toronto Maple Leafs och hänger i taket i Air Canada Centre.